# الدوري اللبناني الممتاز 2005–06
الدوري اللبناني الممتاز 2005–06 هو الموسم 46 من الدوري اللبناني الممتاز. كان عدد الأندية المشاركة فيه 10، وفاز فيه نادي الأنصار اللبناني.